# Хейбрук, Инге
Карл Эрик (Инге) Хейбрук (нидерл. Carl Erik (Inge) Heijbroek; 12 октября 1915, Хилверсюм, Северная Голландия — 9 февраля 1956, Дублин) — нидерландский хоккеист на траве, полузащитник. Бронзовый призёр летних Олимпийских игр 1936 года.

## Биография
Инге Хейбрук родился 12 октября 1915 года в нидерландском городе Хилверсюм.
Играл в хоккей на траве за «Амстердамсе».
В 1936 году вошёл в состав сборной Нидерландов по хоккею на траве на летних Олимпийских играх в Берлине и завоевал бронзовую медаль. Играл на позиции полузащитника, провёл 5 матчей, забил 1 мяч в ворота сборной Франции.
Умер 9 февраля 1956 года в ирландском городе Дублин.